# 納爾齊濟夫卡 (利波韋茨區)
49°15′50″N 28°58′37″E / 49.26389°N 28.97694°E
納爾齊濟夫卡（烏克蘭語：Нарцизівка），是烏克蘭的村落，位於該國西南部文尼察州，由文尼察區負責管轄，始建於1863年，面積1平方公里，海拔高度255米，2001年人口285。

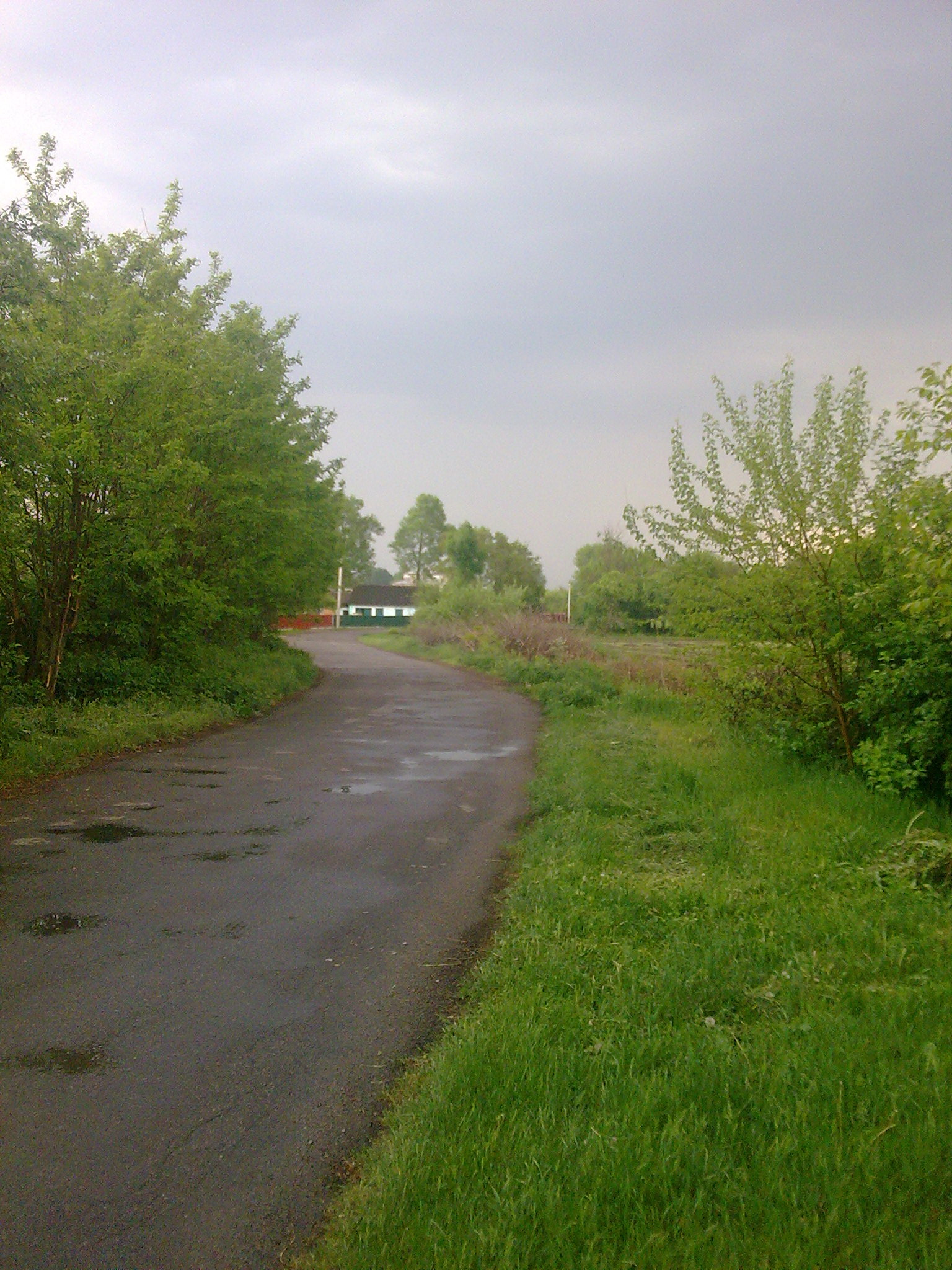
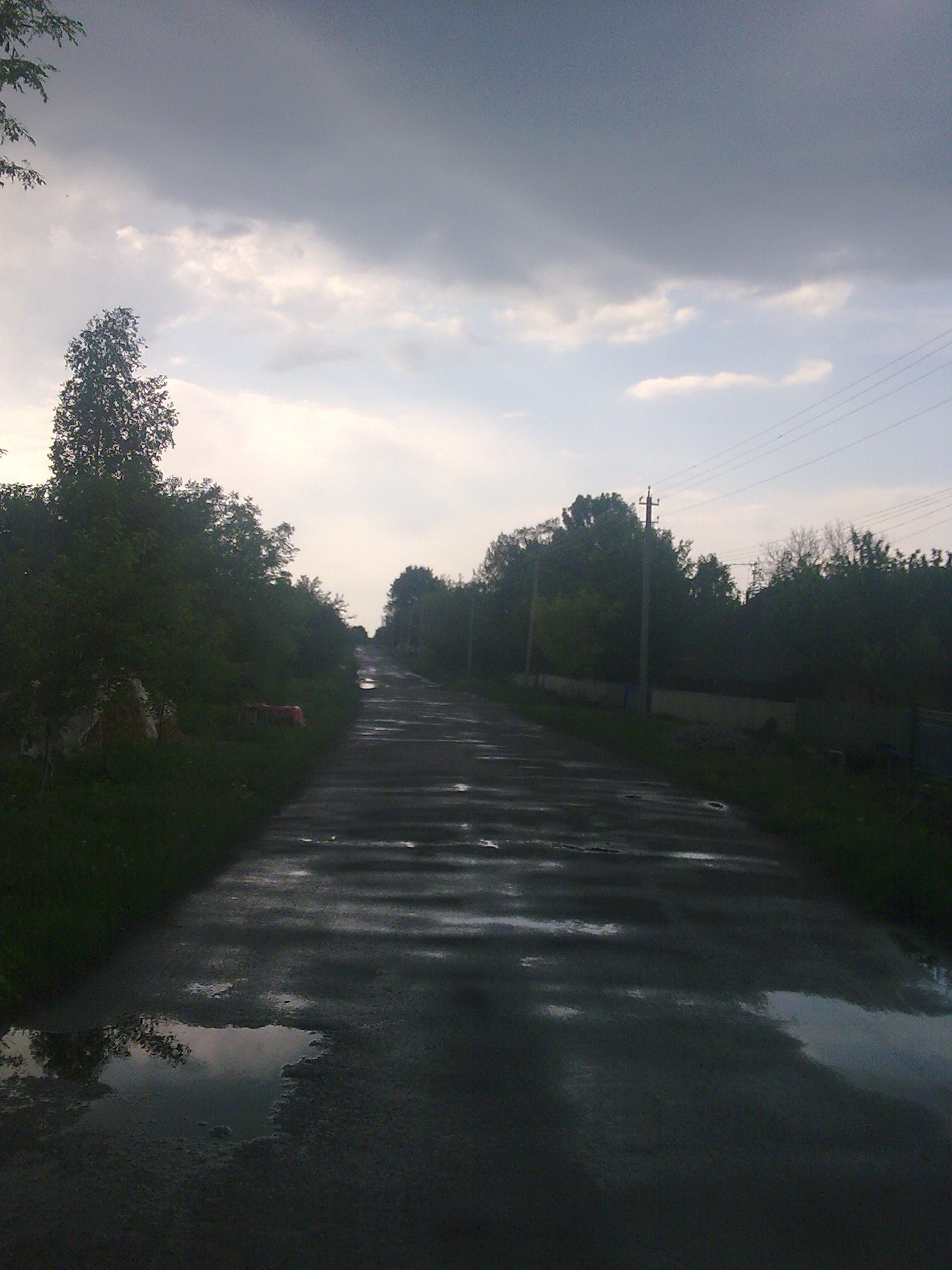
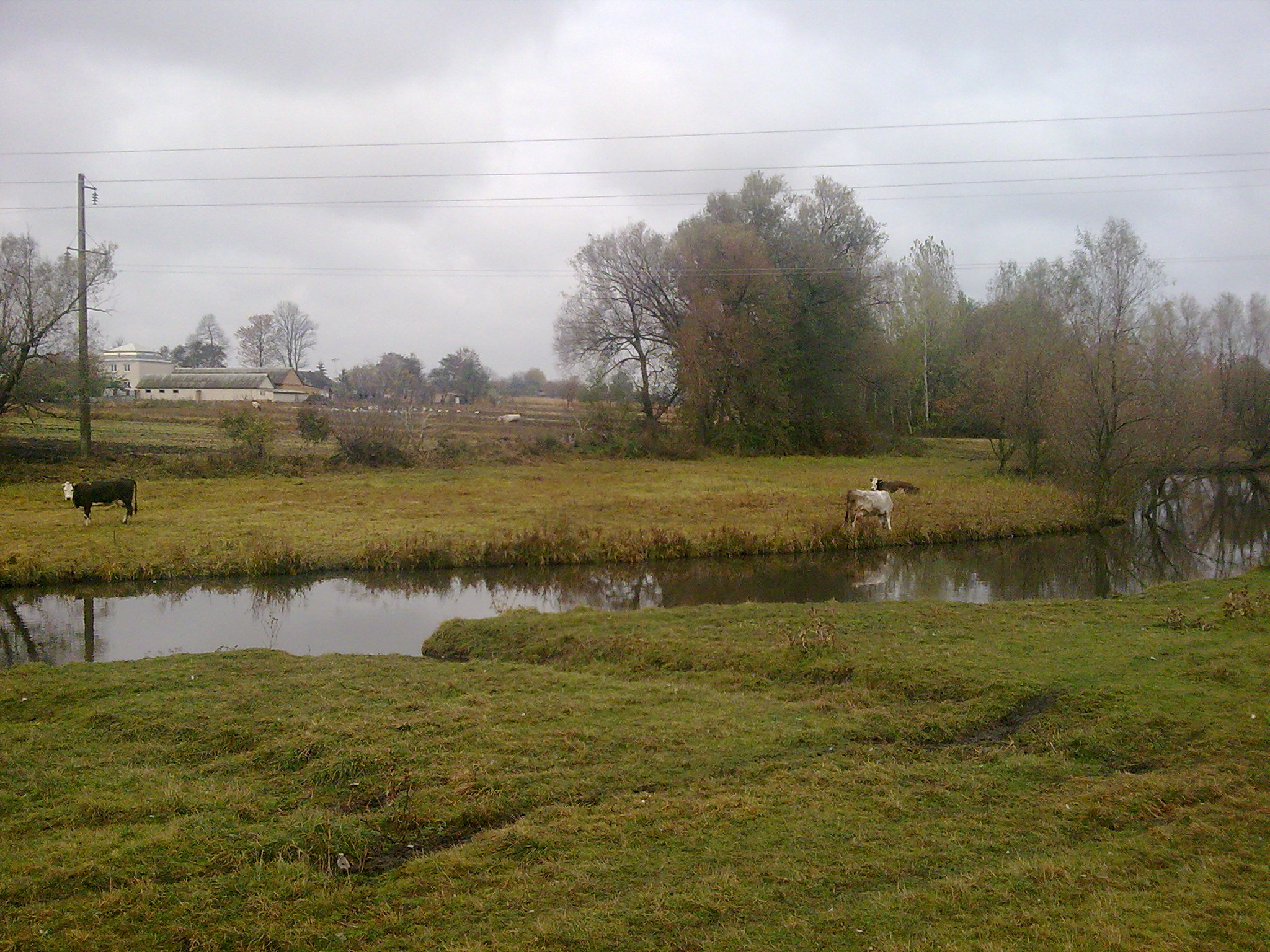